# Ordinariato personal de la Cátedra de San Pedro
El ordinariato personal de la Cátedra de San Pedro (en latín: Ordinariatus Cathedrae Sancti Petri in Civitatibus Foederatis Americae Septentrionalis y en inglés: Personal Ordinariate of The Chair of Saint Peter) es una circunscripción eclesiástica latina de uso anglicano de la Iglesia católica en Estados Unidos y Canadá, inmediatamente sujeta a la Santa Sede. El ordinariato personal tiene al presbítero Steven Joseph Lopes como su ordinario desde el 24 de noviembre de 2015.

## Territorio y organización

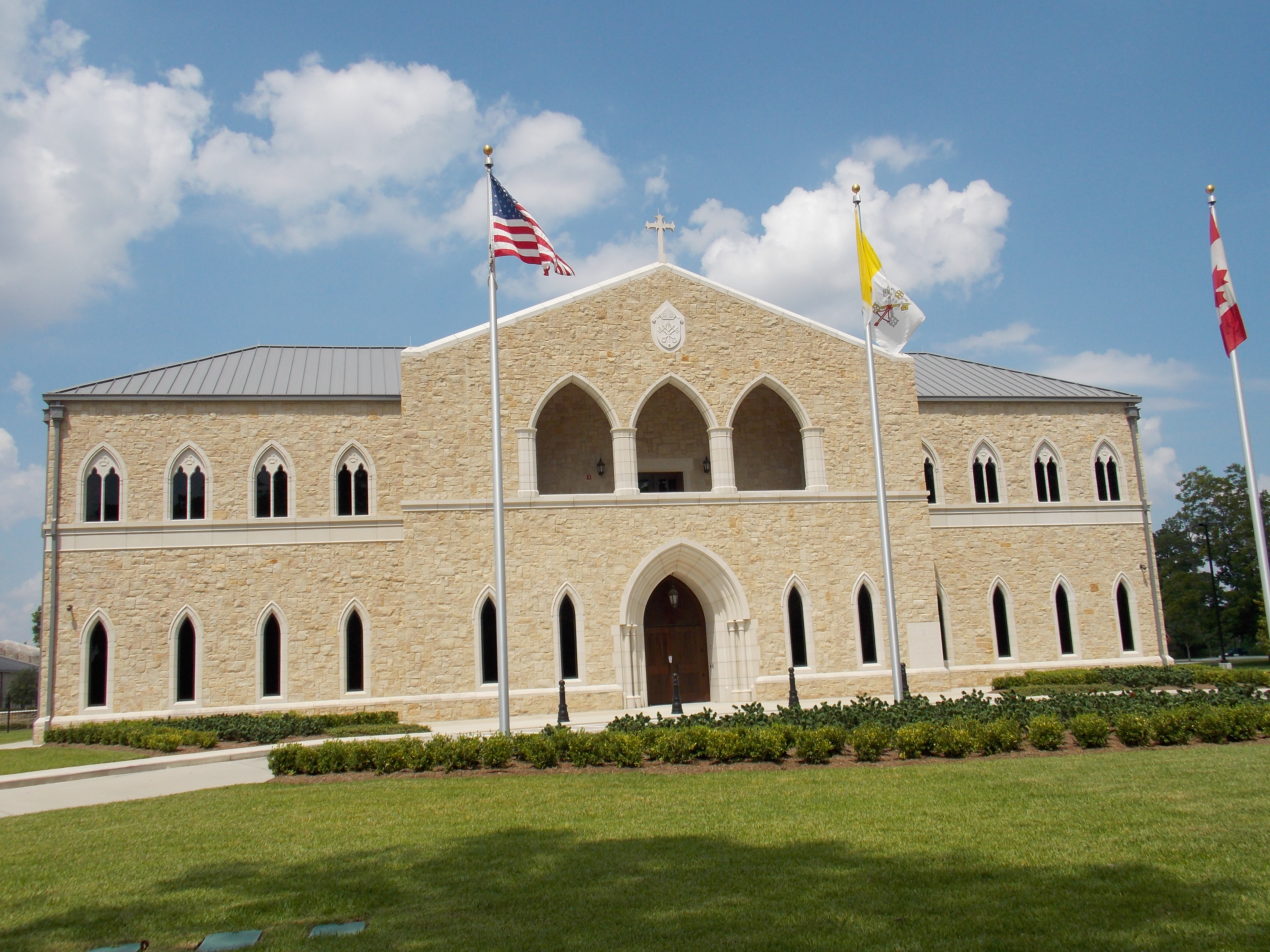
Sede del ordinariato en Houston

El ordinariato personal extiende su jurisdicción sobre los fieles católicos provenientes del anglicanismo residentes en el territorio correspondiente a la jurisdicción de las conferencias episcopales de los Estados Unidos de América y de Canadá y manifiesten por escrito la voluntad de ser parte de él.
La sede del ordinariato personal se encuentra en Houston, en donde se encuentra la Catedral de Nuestra Señora de Walsingham.
La potestad del ordinario es ordinaria, vicaria a nombre del papa y personal. Dicha potestad se ejerce de manera conjunta con la del obispo diocesano local en los casos previstos por las normas complementarias.
En 2019 en el ordinariato personal existían 42 parroquias. Las parroquias en los Estados Unidos pertenecen a la región eclesiástica X (AR, OK, TX).

## Historia
Desde el pontificado de Pío XII, si no antes, los papas concedieron la exención de la norma del celibato para la ordenación de personas casadas del clero protestante y anglicano y cuya unión fue reconocida por la Iglesia católica. Dado que los números eran generalmente pequeños, la Santa Sede resolvió estos casos individualmente. La situación cambió a fines de la década de 1970, cuando cientos de sacerdotes del clero de la Iglesia episcopaliana, algunos de los cuales llevaron consigo a sus congregaciones, buscaron la ordenación en la Iglesia católica y, en el caso de los que pasaban con las congregaciones llevaban libros litúrgicos que seguían su tradición anglicana. El papa Juan Pablo II respondió a esta situación, en primer lugar, definiendo una "provisión pastoral" para facilitar el procesamiento de la gran cantidad de solicitudes de dispensa del antiguo clero episcopal en los Estados Unidos en 1980 y, en segundo lugar, autorizando el Book of Divine Worship basado en el Libro de Oración Común para uso de comunidades de exanglicanos, en parroquias, misiones o capellanías de diócesis católicas locales. La Santa Sede también prescribió el uso de la Revised Standard Version, segunda edición católica de la traducción de textos bíblicos, en lugar de la traducción de la Santa Biblia entonces en uso en los Estados Unidos, en colaboración con los ritos del Book of Divine Worship. Este último se consideró oficialmente un trabajo provisional, autorizado ad experimentum en espera de la finalización de una edición final, pero no hubo más trabajo sobre los libros litúrgicos aprobados de la tradición anglicana en las décadas siguientes.
En la primera década del siglo XXI varios obispos de la Iglesia de Inglaterra y la Comunión Anglicana Tradicional se acercaron de forma independiente a la Santa Sede en busca de algún tipo de compromiso para preservar su autonomía y su estructura eclesial dentro de la Iglesia católica. El 4 de noviembre de 2009 el papa Benedicto XVI promulgó la constitución apostólica Anglicanorum coetibus gracias a la cual se permitió la erección de ordinariatos personales equivalentes a diócesis. La Santa Sede erigió más tarde tres de tales circunscripciones: el ordinariato personal de Nuestra Señora de Walsingham en el territorio de la Conferencia Episcopal de Inglaterra y Gales el 15 de enero de 2011, el ordinariato personal de la Cátedra de San Pedro en el territorio de la Conferencia de los Obispos Católicos de Estados Unidos (USCCB) el 1 de enero de 2012 y el ordinariato personal de Nuestra Señora de la Cruz del Sur en el territorio de la Conferencia Australiana de Obispos Católicos el 15 de junio de 2012.
El ordinariato personal de la Cátedra de San Pedro fue erigido con el decreto The supreme law de la Congregación para la Doctrina de la Fe y aprobado por el papa Benedicto XVI el 1 de enero de 2012, con jurisdicción sobre el territorio de la Conferencia Episcopal de los Estados Unidos de América; al mismo tiempo, el presbítero Jeffrey Neil Steenson, exobispo episcopal, convertido al catolicismo en 2007 fue nombrado primer ordinario.
El decreto de erección designó a la iglesia de Nuestra Señora de Walsingham en Houston como la iglesia principal del ordinariato, análoga a la iglesia catedral de una diócesis. Esta iglesia fue la sede de una de las congregaciones que ingresaron a la Iglesia católica con una provisión pastoral. Luego fue transferida de la arquidiócesis de Galveston-Houston al ordinariato. Desde su creación, más de un centenar de clérigos anglicanos han solicitado convertirse en sacerdotes católicos en el ordinariato; al mismo tiempo se unieron unos 1400 laicos. Steenson se instaló como ordinario el 12 de febrero de 2012 durante una misa celebrada en la concatedral del Sagrado Corazón de Houston presidida por los cardenales Daniel DiNardo y Donald William Wuerl.
La iglesia Mount Calvary en Baltimore resolvió unirse al ordinariato en 2010. En diciembre de 2011 la parroquia dejó la diócesis episcopal de Maryland con la iglesia y los edificios asociados. Entonces, el 21 de enero de 2012 esta parroquia se convirtió en la primera del ordinariato.
El 26 de junio de 2012 Randy Sly, exarzobispo de la Iglesia carismática episcopal, fue ordenado sacerdote por el obispo Paul Stephen Loverde en Potomac Falls. El 16 de septiembre de 2012 la catedral de la Encarnación, la iglesia principal de la diócesis de la Iglesia anglicana del Este de los Estados Unidos en América, fue recibida en el ordinariato junto con su obispo, Louis Campese. El 7 de diciembre de 2012 se anunció la institución, con la aprobación de la Santa Sede, de un decanato para Canadá que, de hecho, amplió la jurisdicción del ordinariato. En consecuencia, el jefe del ordinariato es miembro de pleno derecho de las conferencias episcopales de Estados Unidos y de Canadá.
A principios de 2013 se registraron 25 comunidades pertenecientes al ordinariato, de las cuales 3 en territorio canadiense.
El 24 de noviembre de 2015 el papa Francisco nombró a Steven J. Lopes como primer ordinario con dignidad episcopal. Este nombramiento fue el primero de un obispo en uno de los tres ordinariatos. Con el nombramiento de un obispo la iglesia principal fue elevada al rango de catedral, la tercera en la ciudad de Houston.
En el momento de la erección de los primeros ordinariatos, la Santa Sede estableció la Comisión Anglicanae traditiones para preparar los libros litúrgicos de la tradición anglicana para su uso, y también para el uso de las comunidades de exanglicanos que permanecen bajo la jurisdicción de su diócesis local. Esta comisión, bajo la dirección de Steven Lopes, publicó Divine Worship: Occasional Services que contiene los ritos para bautismos, bodas y funerales, seguidos de Divine Worship: The Missal que contiene el rito de la misa para reemplazar los respectivos ritos del Book of Divine Worship. El misal entró en vigor el primer domingo de Adviento (27 de noviembre) de 2015. Lopes, que se encontraba en Houston en el momento del anuncio de su nombramiento, fue el celebrante principal de la primera misa en la iglesia principal del ordinariato según el nuevo misal. Los nuevos ritos preservan el uso de la Revised Standard Version, Second Catholic Edition de los textos bíblicos.

### Decanato de San Juan Bautista
La constitución apostólica Anglicanorum coetibus atrajo un interés considerable en Canadá a pesar de que el número de comunidades era demasiado pequeño para apoyar la creación de un ordinariato separado para ese país. Así, el cardenal Thomas Christopher Collins, arzobispo de Toronto se puso en contacto con el ordinario Steenson para elaborar una solución que permitiera extender la jurisdicción del ordinariato de la Cátedra de San Pedro en Canadá.
Mientras todo esto estaba en marcha, en diciembre de 2011 la parroquia de San Juan Evangelista en Calgary, perteneciente a la Iglesia anglicana de Canadá, entró en plena comunión con la Iglesia católica con su párroco, el padre Lee Kenyon, inicialmente como una parroquia de la diócesis de Calgary con derecho a celebrar la liturgia según el Book of Divine Worship. El 15 de abril de 2012 los exobispos Peter Wilkinson y Carl Reid de la Iglesia anglicana católica de Canadá, la provincia canadiense de la Comunión Anglicana Tradicional, entraron con sus congregaciones en plena comunión con la Iglesia católica.
En abril de 2012 Steenson había expresado su acuerdo con la idea de que todos los grupos de anglicanos canadienses que habían tomado o tomarían en un futuro cercano el camino de unirse a la Iglesia católica deberían organizarse como parroquias de un decanato del ordinariato de la Cátedra de San Pedro. El 7 de diciembre de 2012, con la aprobación de la Santa Sede y el apoyo de la Conferencia Episcopal de Canadá, el ordinariato erigió formalmente el decanato de San Juan Bautista para las parroquias canadienses y el ordinario nombró al padre Lee Kenyon como primer decano. El nombre, propuesto por primera vez por el exobispo Peter Wilkinson, es el de uno de los santos patronos de Canadá, cuya fiesta es significativa tanto para los anglófonos como para los francófonos.
El 8 de diciembre de 2012, el día después del anuncio de la extensión de jurisdicción del ordinariato personal de la Cátedra de San Pedro a Canadá, Peter Wilkinson, exobispo metropolitano de Canadá de la Iglesia anglicana católica de Canadá, fue ordenado sacerdote de la Iglesia católica por el obispo Richard Gagnon en la Catedral de San Andrés en Victoria. Wilkinson fue nombrado más tarde prelado de honor de Su Santidad por el papa Benedicto XVI. El 26 de enero de 2013, Carl Reid, exobispo de la Iglesia anglicana católica de Canadá, fue ordenado por el arzobispo Terrence Prendergast en la basílica catedral de Nuestra Señora en Ottawa.
El decanato de San Juan Bautista incluye 11 comunidades desde Nueva Brunswick hasta Columbia Británica.

## Estadísticas
De acuerdo al Anuario Pontificio 2020 el ordinariato personal tenía a fines de 2019 un total de 6040 fieles bautizados.
| Año                                                                             | Población            | Población | Población      | Sacerdotes | Sacerdotes    | Sacerdotes    | Bautizados por sacerdote | Diáconos permanentes | Religiosos | Religiosos | Parroquias |
| Año                                                                             | Bautizados católicos | Total     | % de católicos | Total      | Clero secular | Clero regular | Bautizados por sacerdote | Diáconos permanentes | Varones    | Mujeres    | Parroquias |
| ------------------------------------------------------------------------------- | -------------------- | --------- | -------------- | ---------- | ------------- | ------------- | ------------------------ | -------------------- | ---------- | ---------- | ---------- |
| 2012                                                                            | 2550                 |           |                | 23         | 23            | 0             | 110                      |                      |            |            | 12         |
| 2013                                                                            | 4550                 |           |                | 23         | 23            | 0             | 197                      |                      |            |            | 12         |
| 2014                                                                            | 6000                 |           |                | 40         | 40            | 0             | 150                      |                      |            |            | 25         |
| 2016                                                                            | 6000                 |           |                | 67         | 67            | 0             | 89                       |                      |            |            | 42         |
| 2019                                                                            | 6040                 |           |                | 74         | 74            | 0             | 81                       |                      |            |            | 42         |
| Fuente: Catholic-Hierarchy, que a su vez toma los datos del Anuario Pontificio. |                      |           |                |            |               |               |                          |                      |            |            |            |

## Episcopologio
- Jeffrey Neil Steenson (presbítero) (1 de enero de 2012-24 de noviembre de 2015 renunció)
- Steven Joseph Lopes, desde el 24 de noviembre de 2015